# نجيب الله زازي
نجيب الله زازي (10 أغسطس 1985) أمريكي أفغاني اعتقل في شهر سبتمبر عام 2009 كجزء من تنظيم القاعدة في أمريكا بسبب التفجيرات الانتحارية على نظام مترو نيويورك عام 2009 واعترف بأنه مذنب كما فعل اثنين آخرين من المتهمين.

## الأحداث التي أدت إلى اعتقاله
زازي كان يخطط لشن هجوم في مترو نيويورك بالتزامن مع إحياء الذكرى الثامنة لهجمات 11 سبتمبر 2001، لكن مخططاته كشفت والذي أدى إلى اعتقالهِ في عام 2009 ثم اعترف على نفسه وقد حكمت عليه المحكمة بالسجن 10 اعوام نظير اعترافه وتزويد أجهزة الأمن الأمريكية بمعلومات مهمة. 

## المتهمين
- نجيب الله زازي.

- أديس ميدونجانين : صديق نجيب الله زازي.
- زارين أحمد زاي : هو مواطن أمريكي من اصول أفغانية و يعمل سائق سيارة أجرة في نيويورك.[5]